# At-Tughrai
At-Tughrai, auch at-Toghrai (arabisch الطغرائي, DMG aṭ-Ṭuġrāʾī, persisch طغرایی, DMG Ṭoġrāyi, eigentlicher Name مؤيد الدين / Muʾaiyad ad-Dīn; * 1061 in Isfahan; gestorben 1121), war ein persischer Arzt, Dichter und Alchemist. Außerdem war er ein hoher Beamter der regierenden Seldschuken.
Nach dem Tod des Emirs Ghiyatad-Din Mas'ud wurde er in den Machtkampf der Söhne um die Nachfolge verwickelt, stellte sich auf die im Machtkampf unterlegene Seite des ältesten Sohns und wurde enthauptet. Als Vorwand dafür hatte man ihn der Häresie angeklagt.
Viele seiner Gedichte sind erhalten. Außerdem stammen von ihm Traktate über Astrologie und Alchemie, besonders das Miftāh ar-rahma wa-masābīh al-hikma fī l-kīmiyaʾ, ein umfangreiches Kompendium arabischer alchemistischer Texte. Er schrieb auch eine Verteidigung der Alchemie gegen Avicenna (Kitāb Haqāʾiq al-istischhādāt fī l-kīmiyaʾ, 1121).
Auch eine arabische Ausgabe alchemistischer Texte von Zosimos aus Panopolis wurde Mitte der 1990er Jahre als von ihm stammend identifiziert.
Der alchemistische Autor Artephius wurde von Johann Gildemeister mit al-Tughrai identifiziert.